# Football Club de Metz 1980-1981
Questa voce raccoglie le informazioni riguardanti il Football Club de Metz nelle competizioni ufficiali della stagione 1980-1981.

## Maglie e sponsor
Lo sponsor tecnico per la stagione 1980-1981 è Adidas, mentre lo sponsor ufficiale è Chaussures Bally.
| Manica sinistra · Manica sinistra · Maglietta · Maglietta · Manica destra · Manica destra · Pantaloncini · Calzettoni | Manica sinistra · Manica sinistra · Maglietta · Maglietta · Manica destra · Manica destra · Pantaloncini · Calzettoni |  |